# عبد الله بن زيد الأنصاري
عبد الله بن زيد الأنصاري صحابي من الأنصار، شهد بيعة العقبة الثانية، وشهد بدرًا وأحدًا والخندق وباقي المشاهد، وهو الذي رأى رؤيا الأَذان في النوم، فأَمر النبي محمد ﷺ بلال بن رباح أَن يؤذِّن على ما رآه عبد اللّه، له أحاديث يسيرة، وحديثه في السنن الأربعة.

## منزلة النبي محمدﷺعنده
جاء في التفسير الكبير أن قوله تعالى: ﴿وَمَنْ يُطِعِ اللَّهَ وَالرَّسُولَ فَأُولَئِكَ مَعَ الَّذِينَ أَنْعَمَ اللَّهُ عَلَيْهِمْ مِنَ النَّبِيِّينَ وَالصِّدِّيقِينَ وَالشُّهَدَاءِ وَالصَّالِحِينَ وَحَسُنَ أُولَئِكَ رَفِيقًا ۝٦٩﴾ [النساء:69] نزلت فيه حين ذهب للنبي محمد يشكو له شوق الصحابة إليه عندما يغيبون عنه، مما دعاه للتساؤل كيف لهم أن يروا النبي محمد في الآخرة وهو في مرتبة عالية في الجنة، فنزلت تلك الآية. كما يذكر التفسير أنه لما بلغه خبر وفاة النبي محمد، دعا الله أن يعميه لكيلا يرى شيئاً بعده إلى أن يلقاه، فعمي لساعته.

## نسبه
عبد الله بن زيد بن عبد ربه بن ثعلبة بن زيد، من بني جُشم بن الحارث بن الخزرج الأَنصاري الخزرجي الحارثي، يكنى أَبا محمد، وكان رجلًا ليس بالقصير ولا بالطويل، وهو أخو حريث بن زيد بن عبد ربه، كان لعبد الله بن زيد من الولد محمد وأمّه سَعْدة بنت كُليب، وأمّ حميد بنت عبد الله وأمّها من أهل اليمن. ولعبد الله بن زيد عقب بالمدينة وهم قليل.

## سيرته
شهد عبد الله بيعة العقبة الثانية في السبعين من الأنصار. وشهد بدرًا وأحدًا والخندق وباقي المشاهد، وكانت معه راية بني الحارث بن الخزرج في غزوة الفتح،  وكان عبد الله بن زيد يكتب بالعربيّة قبل الإسلام وكانت الكتابة في العرب قليلًا.

### رؤيا الأذان
رأى عبد الله بن زيد رؤيا الأذان في السنة الأولى من الهجرة، فذهب للنبي محمد ﷺ وقال: «يا رسول الله، إنه طاف بي هذه الليلة طائف، مر بي رجل عليه ثوبان أخضران، يحمل ناقوسا في يده، فقلت له: يا عبد الله، أتبيع هذا الناقوس؟ قال: وما تصنع به؟ قال: قلت: ندعو به إلى الصلاة، قال: أفلا أدلك على خير من ذلك؟ قال: قلت: وما هو؟ قال: تقول: الله أكبر الله أكبر، الله أكبر الله أكبر، أشهد أن لا إله إلا الله، أشهد أن لا إله إلا الله، أشهد أن محمدًا رسول الله، أشهد أن محمدًا رسول الله، حي على الصلاة، حي على الصلاة، حي على الفلاح، حي على الفلاح، الله أكبر الله أكبر، لا إله إلا الله.»، فأَمر النبيُّ محمد بلال بن رباح أَن يؤذِّن على ما رآه عبد اللّه.

### روايته للحديث
- روايته للحديث: له أحاديث يسيرة، وحديثه في السنن الأربعة،[5] وقَالَ التّرْمِذِيُّ: «لا نعرف له عن النبي ﷺ شيئًا يصحُّ إلا هذا الحديث الواحد.» وَقَالَ ابْنُ عَدِيٍّ: «لا نعرف له شيئًا يصح غيره، وأطلق غَيْرُ واحد أنه ليس له غيره، وهو خطأ، فقد جاءت عنه عدةُ أحاديث ستة أو سبعة جمعتها في جزء مفرد.» وجَزَمَ البَغَوِيُّ بأن ما له غير حديث الأذان، وفي سنن النسائي له حديثٌ: أنه تصدق على أبويه ثم توضّأ.[بحاجة لمصدر]
- روى عنه: سعيد بن المسيب، وعبد الرحمن بن أبي ليلى - ولم يلقه -، وابنه محمد بن عبد الله بن زيد.[5]

### وفاته
مات عبد الله بن زيد سنة اثنتين وثلاثين بالمدينة، وهو ابنُ أربع وستين، وصلَّى عليه عثمان بن عفان. وَقَالَ الحاكم النيسابوري: «الصحيح أنه قُتل بأحد»، لما روى عن ابنته أنها دخلت على عمر بن عبد العزيز فقالت: «أنا ابنة عبد الله بن زيد شهِد أَبي بدرًا وقُتل بأحد، فقال: سَلِيني ما شئت فأعطاها.»

## وصلات خارجية
- قصة الأذان، موقع إمام المسجد.